# Oso (Washington)
Oso és una concentració de població designada pel cens dels Estats Units a l'estat de Washington. Segons el cens del 2000 tenia 246 habitants.

## Demografia
Segons el cens del 2000, Oso tenia 246 habitants, 96 habitatges, i 69 famílies. La densitat de població era de 26,2 habitants per km².
Dels 96 habitatges en un 37,5% hi vivien nens de menys de 18 anys, en un 60,4% hi vivien parelles casades, en un 8,3% dones solteres, i en un 28,1% no eren unitats familiars. En el 22,9% dels habitatges hi vivien persones soles l'11,5% de les quals corresponia a persones de 65 anys o més que vivien soles. El nombre mitjà de persones vivint en cada habitatge era de 2,56 i el nombre mitjà de persones que vivien en cada família era de 3,01.
Per edats la població es repartia de la següent manera: un 28,5% tenia menys de 18 anys, un 5,7% entre 18 i 24, un 27,2% entre 25 i 44, un 24,4% de 45 a 60 i un 14,2% 65 anys o més.
L'edat mediana era de 37 anys. Per cada 100 dones de 18 o més anys hi havia 95,6 homes.
La renda mediana per habitatge era de 75.315 $ i la renda mediana per família de 78.786 $. Els homes tenien una renda mediana de 39.489 $ mentre que les dones 21.250 $. La renda per capita de la població era de 23.700 $. Cap de les famílies estaven per davall del llindar de pobresa.

## Poblacions més properes
El següent diagrama mostra les poblacions més properes.